# سان-جون-لو-فيو
سان-جون-لو-فيو (بالفرنسية: Saint-Jean-le-Vieux)‏ هي بلدية فرنسية تقع في إقليم الآن. رمز إنسي لها هو:1363. أما الرمز البريدي لها فهو: 1640.